# Paradoks globalizacji
Paradoks globalizacji – opisany przez Daniego Rodrika paradoks, zwany przez niego też trylematem globalizacji, sugerujący konflikt między demokracją, nieograniczoną globalizacją gospodarczą i autonomią bądź suwerennością państw. Rodrik argumentuje, że niemożliwa jest koegzystencja tych trzech celów polityki na poziomie państwa narodowego.

## The Globalization Paradox
W 2011 opublikowana została książka Rodrika pt. The Globalization Paradox: Democracy and the Future of the World Economy, poświęconej analizie przyczyn i genezy postulowanego przez autora paradoksu. Jego kwintesencją jest konflikt między demokratycznym systemem zarządzania państwem, daleko idącą integracją jego gospodarki z gospodarką światową (hiperglobalizacja w nomenklaturze Rodrika) oraz suwerennością, zwłaszcza w kontekście polityki gospodarczej i społecznej.
Według Rodrika, można połączyć co najwyżej po dwa z wyżej wymienionych celów politycznych, czego przed tureckim ekonomistą nie dostrzegł żaden inny uczestnik debaty dotyczącej globalizacji. Rodrik twierdzi, że hiperglobalizacja jest możliwa tylko albo w przypadku stworzenia jakiejś formy rządu światowego (globalny federalizm), albo po rezygnacji z demokracji na rzecz sterowania poszczególnymi państwami przez technokratyczne elity dostosowujące swoją politykę do wymogów rynku światowego (a nie do oczekiwań obywateli). Ponieważ uważa, że pierwsza opcja nie jest realistyczna, a druga nie do zaakceptowania ze względów moralnych, pozostaje rezygnacja z hiperglobalizacji na rzecz systemu wzorowanego na systemie Bretton Woods. Jak przekonuje Rodrik, system taki umożliwiłby suwerennym, demokratycznym państwom korzystanie z dobrodziejstw światowego rynku – w ramach ograniczeń zdefiniowanych w międzynarodowych zasadach jego działania.

## Rozsądna globalizacja
W ostatnim rozdziale swej książki, zatytułowanym A Sane Globalization (pol. rozsądna globalizacja), Rodrik naszkicował projekt międzynarodowego systemu gospodarczego pozwalającego na uniknięcie trylematu globalizacji. Do zaproponowanych przez niego reform należą m.in.:
- zmiana reguł WTO w celu umożliwienia krajom członkowskim bardziej swobodnego zarządzania swoimi gospodarkami narodowymi (np. przez dopuszczenie pewnych form protekcjonizmu w celu chronienia krajowych rynków bądź kierowania rozwojem przemysłu)
- wprowadzenie regulacji światowych rynków finansowych (np. podatek Tobina)
- umożliwienie wolnego (w porównaniu ze stanem obecnym – Rodrik nie wyklucza pewnych ograniczeń) przepływu siły roboczej między państwami
- zaakceptowanie krajów rozwijających się jako pełnoprawnych partnerów gospodarczych.